# Swaefheard
Swaefheard (†692) was een zoon van Sæbbi van Essex. Hij was koning van Kent van 687 tot 692. Swaefberht van Kent en Oswine waren korte tijd (689-690) medekoning.

## Context
Na de dood van Eadric van Kent in 686 viel Cædwalla van Wessex, samen met Sighere van Essex het land binnen. Mul, de broer van Cædwalla, werd koning van Kent. Mul stierf een jaar later en werd vervangen door een neef van Sighere van Essex, SwaefHeard. De situatie in het koninkrijk Kent bleef onrustig en twee telgen  uit de Kentische dynastie van de Oiscingas, werden tot koning uitgeroepen.
Met de komst van Wihtred kwam de rust terug in het land.